# Ponte della Pace (Tbilisi)
Il ponte della Pace (in georgiano მშვიდობის ხიდი, mshvidobis khidi) è un ponte pedonale a forma di arco, costruito in acciaio e vetro e illuminato da numerosi LED, che attraversa il fiume Kura, nel centro di Tbilisi, capitale della Georgia. Il ponte è stato progettato da Michele De Lucchi.